# Idris mirabilis
Idris mirabilis är en stekelart som beskrevs av Kononova och Fursov 2005. Idris mirabilis ingår i släktet Idris och familjen Scelionidae. Inga underarter finns listade i Catalogue of Life.